# آرثر كوربن قاولد
آرثر كوربن قاولد (بالإنجليزية: Arthur Corbin Gould)‏ هو كاتب غير روائي أمريكي، ولد في 1850 في بوسطن في الولايات المتحدة، وتوفي في 1903.